# Minyas torpedo
Minyas torpedo is een zeeanemonensoort uit de familie Minyadidae.
Minyas torpedo is voor het eerst wetenschappelijk beschreven door Bell in 1885.